# 公州警察署
公州警察署（コンジュけいさつしょ）は、忠南地方警察庁所管の警察署である。

## 管轄区域
- 公州市

## 沿革
- 1945年10月21日- 開署
- 1986年1月1日 - 公州郡公州邑が公州市に昇格したため、管轄区域が公州市と公州郡になる。
- 1995年1月1日 - 公州市と公州郡が統合して公州市となったため、管轄区域が公州市になる。
- 2012年7月1日 - 長岐面の一部と儀堂面の一部が世宗特別自治市に編入されたため、長岐治安センターを世宗警察署に移管。

## 管轄地区隊
- 新官地区隊
- 金鶴地区隊
- 維鳩地区隊

## 管轄派出所
- 女性青少年派出所
- 牛城寺谷派出所
- 反浦派出所
- 灘川利仁派出所
- 正安派出所
- 鶏龍派出所

## 管轄治安センター
- 長岐治安センター
- 儀堂治安センター
- 新豊治安センター
- 寺谷治安センター
- 東鶴寺治安センター
- 灘川治安センター